# STS-51-G
STS-51-G byla mise raketoplánu Discovery. Celkem se jednalo o 18. misi raketoplánu do vesmíru a 5. pro Discovery. Cílem letu byla doprava tří satelitů na oběžnou dráhu (ARABSAT-A, MORE LOS-A a TELSTAR-3D). Syn saúdského krále Salmána Sultan Al-Saud se stal prvním Arabem ve vesmíru.

## Posádka
- Daniel C. Brandenstein (2) velitel
- John O. Creighton (1) pilot
- Shannon W. Lucid (1) letový specialista
- John M. Fabian (2) letový specialista
- Steven R. Nagel (1) letový specialista
- Patrick Baudry (1) specialista pro užitečné zatížení
- Sultan Al-Saud (1) specialista pro užitečné zatížení

V závorkách je uvedený dosavadní počet letů do vesmíru včetně této mise.